# 施帕尔峰
46°24′15.7″N 7°59′2.9″E / 46.404361°N 7.984139°E

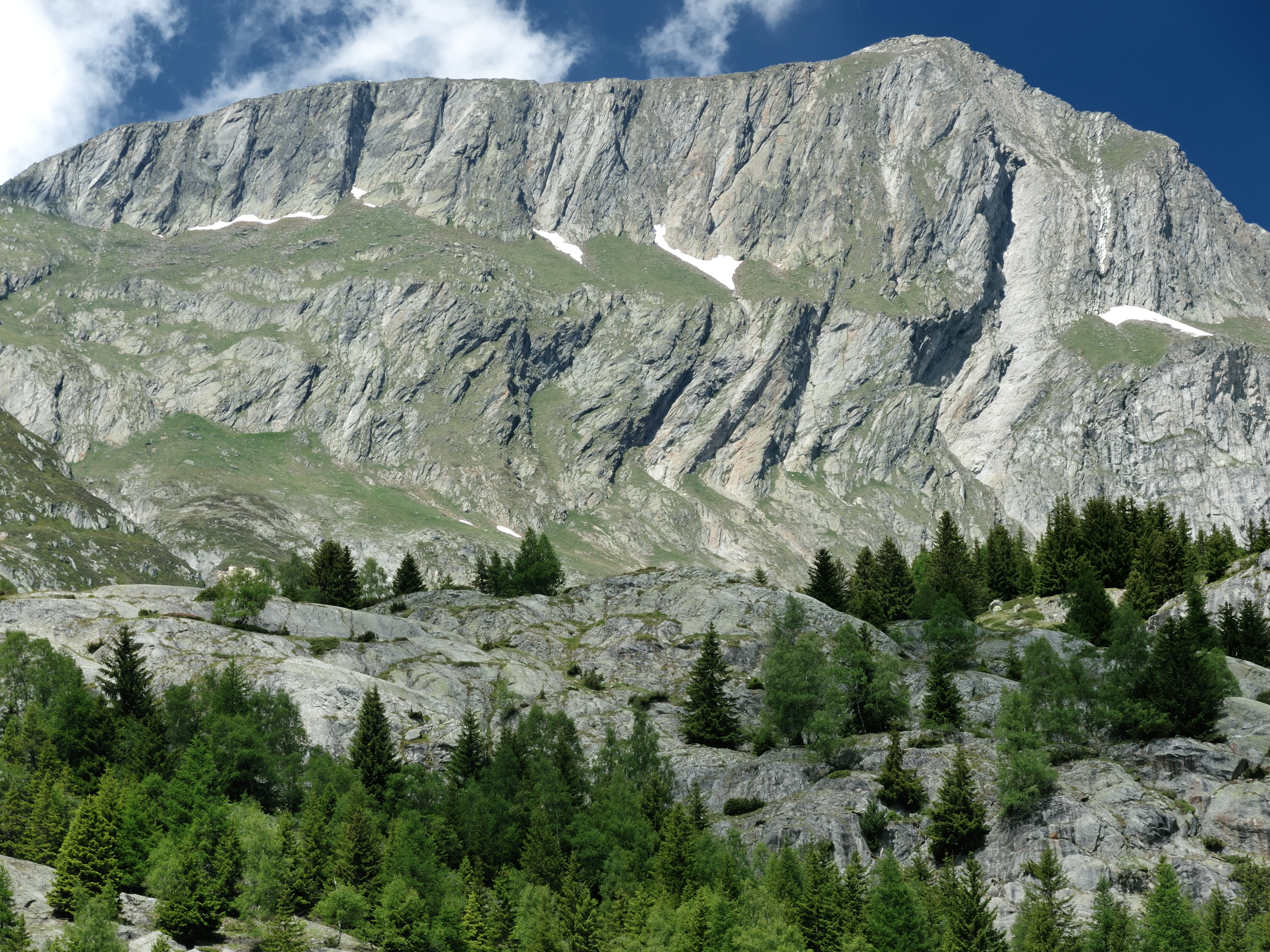

施帕尔峰（德語：Sparrhorn）是瑞士瓦萊州的山峰，位於該國南部，屬於伯尔尼山的一部分，海拔高度3,021米，每年平均降雨量2,221毫米。